# Amici, Romani, compatrioti, prestatemi orecchio
«Amici, Romani, compatrioti, prestatemi orecchio» (nell'originale inglese: "Friends, Romans, countrymen, lend me your ears") è la celebre espressione con cui si apre l'orazione pronunciata da Marco Antonio nella tragedia di William Shakespeare Giulio Cesare, composta nel 1599.

## Contesto
Nell'Atto 3, Scena 2 della tragedia shakespeariana, Bruto e gli altri cesaricidi hanno appena permesso a Marco Antonio, fedele alleato e amico di Cesare, di tenere un'orazione funebre per il defunto, a condizione che non li incolpasse della sua morte; tuttavia, mentre il discorso di Antonio sembra apparentemente giustificando le azioni di Bruto e degli assassini, Antonio usa la retorica e dei veri e propri promemoria per descrivere Cesare in una luce così positiva che la folla si infuria contro i cospiratori.

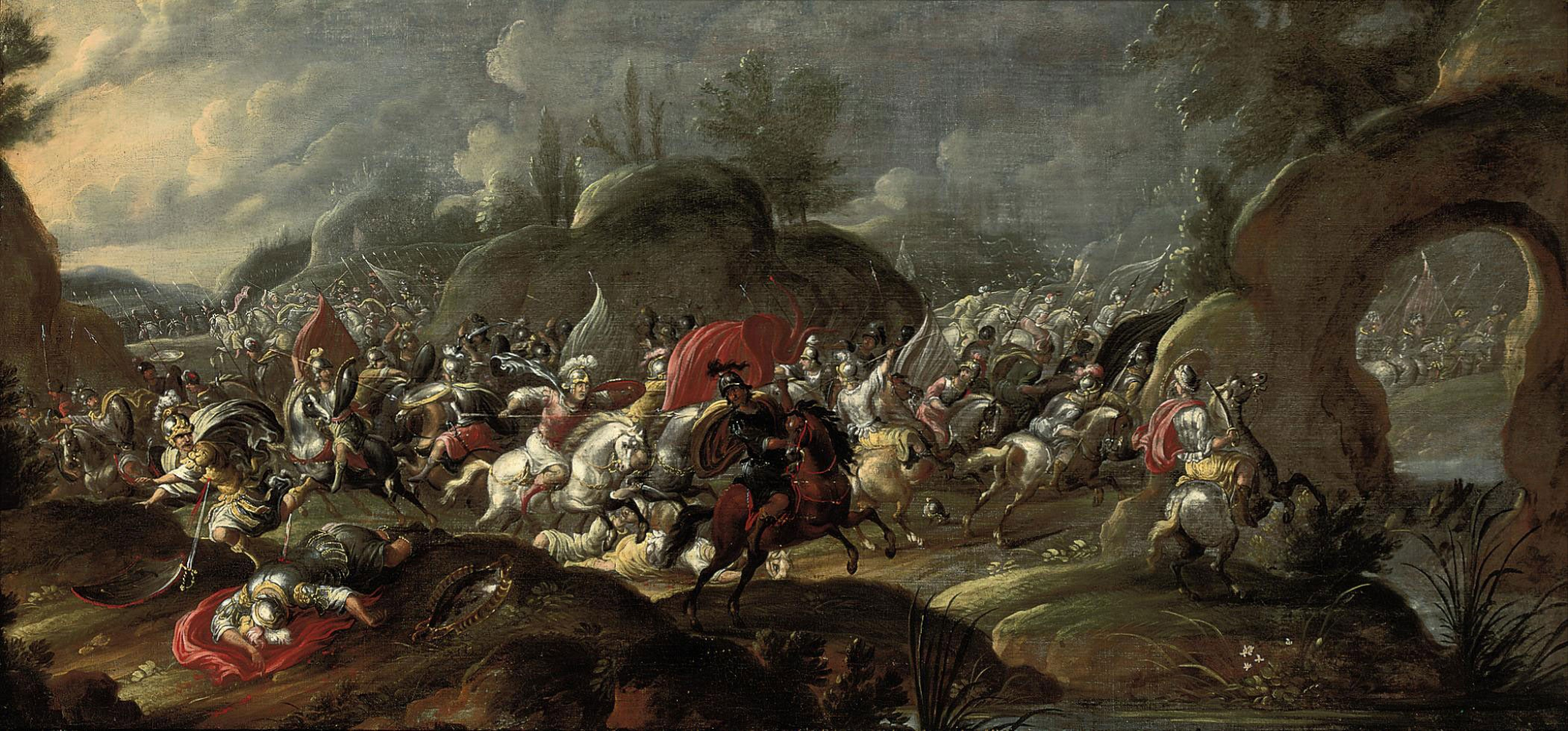
La morte di Bruto e Cassio nella battaglia di Filippi, dipinto di Pauwels Casteels

Infatti, fin dal principio del suo discorso, Antonio definisce sarcasticamente Bruto, così come tutti i cospiratori, "honorable men", "uomini d'onore", e apparentemente sembra giustificare i delitti compiuti dai cesaricidi, per poi ribaltare in maniera assoluta ma occulta il discorso: Antonio fornisce infatti diversi fatti e delle vere e proprie prove per confutare l'idea portata avanti da Bruto, secondo la quale Cesare meritasse di morire poiché ambizioso, e perciò un possibile rischio per la repubblica romana. Affermando invece che le azioni di Cesare erano state compiute per il bene del popolo romano, a cui lo stesso teneva profondamente, Antonio nega che l'amico volesse diventare un re o addirittura un dittatore con tutto il potere accentrato nelle proprie mani, perché molti assistettero alle tre volte in cui Cesare rifiutò la corona.
Mentre Antonio riflette sull'ingiustizia nei quali stanno tutti, lui compreso, vivendo, ingiustizia per cui nessuno verrà biasimato, si sente sopraffatto dall'emozione e si ferma per la commozione ("Il mio cuore è lì, nella bara con Cesare / E io sono costretto a fermarmi finché non esso tornerà da me"). Mentre lo fa, la folla inizia a rivoltarsi contro i cospiratori. Il discorso di Marco Antonio ha colto nel segno.
Dopo di che, Antonio assesta l'ultimo, letale colpo di grazia a Bruto, mostrando alla folla ormai accesa il testamento di Cesare, in cui "A ogni cittadino romano, a ogni singolo uomo, / egli dà settantacinque dracme e terreni". Marco Antonio conclude il suo discorso con un gesto drammatico e un'aria falsamente affranta, rivolgendosi al cielo e urlando "Ecco un Cesare, quando ne verrà un altro simile?": a questo punto la folla inizia a ribellarsi e a cercare gli assassini con l'intenzione di ucciderli. Lontano da occhi indiscreti, Antonio ridacchia soddisfatto: ormai ha vinto.

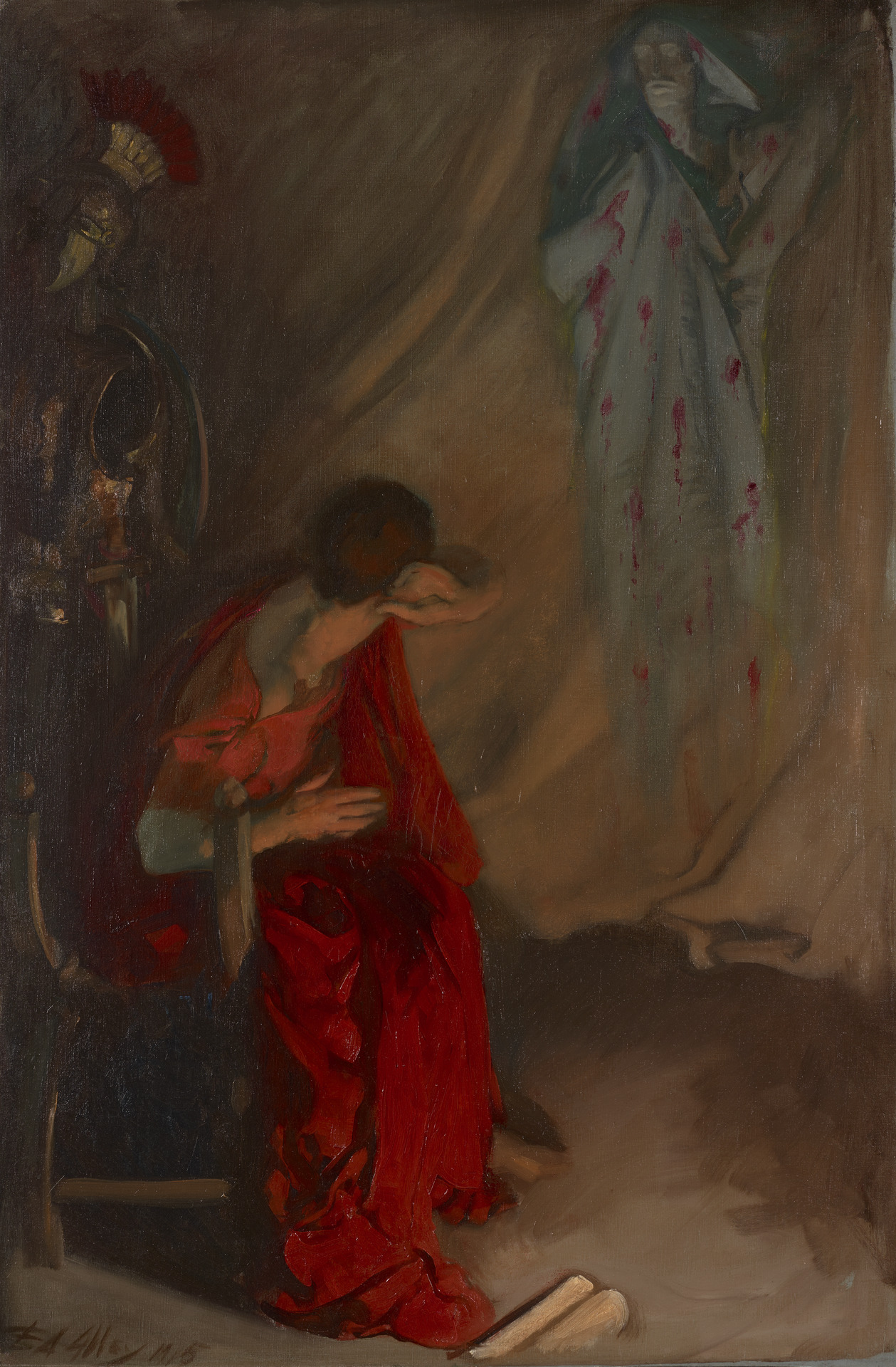
Bruto e il fantasma di Cesare, di Edwin Austin Abbey

## Testo
I come to bury Caesar, not to praise him.

The evil that men do lives after them;

The good is oft interred with their bones;

So let it be with Caesar. The noble Brutus

Hath told you Caesar was ambitious:

If it were so, it was a grievous fault,

And grievously hath Caesar answer’d it.

Here, under leave of Brutus and the rest–

For Brutus is an honourable man;

So are they all, all honourable men–

Come I to speak in Caesar’s funeral.

He was my friend, faithful and just to me:

But Brutus says he was ambitious;

And Brutus is an honourable man.

He hath brought many captives home to Rome

Whose ransoms did the general coffers fill:

Did this in Caesar seem ambitious?

When that the poor have cried, Caesar hath wept:

Ambition should be made of sterner stuff:

Yet Brutus says he was ambitious;

And Brutus is an honourable man.

You all did see that on the Lupercal

I thrice presented him a kingly crown,

Which he did thrice refuse: was this ambition?

Yet Brutus says he was ambitious;

And, sure, he is an honourable man.

I speak not to disprove what Brutus spoke,

But here I am to speak what I do know.

You all did love him once, not without cause:

What cause withholds you then, to mourn for him?

O judgment! thou art fled to brutish beasts,

And men have lost their reason. Bear with me;

My heart is in the coffin there with Caesar,

And I must pause till it come back to me.»
Vengo per seppellire Cesare, non per lodarlo.

Il male che gli uomini fanno vive dopo di loro;

il bene è spesso sepolto con le loro ossa;

così sia per Cesare. Il nobile Bruto

vi ha detto che Cesare era ambizioso:

se così fosse, sarebbe una colpa grave,

e Cesare ne ha risposto gravemente.

Qui, con il permesso di Bruto e degli altri -

perché Bruto è un uomo d'onore;

così sono tutti, tutti uomini d'onore -

vengo a parlare al funerale di Cesare.

Era mio amico, fedele e giusto con me:

ma Bruto dice che era ambizioso;

e Bruto è un uomo d'onore.

Ha riportato a Roma molti prigionieri

i cui riscatti hanno riempito le casse comuni:

questo in Cesare sembrava ambizioso?

Quando i poveri hanno pianto, Cesare ha pianto:

l'ambizione dovrebbe essere fatta di stoffa più dura:

eppure Bruto dice che era ambizioso;

e Bruto è un uomo d'onore.

Avete visto tutti che nel Lupercale

gli ho presentato tre volte una corona regale,

Che lui ha rifiutato tre volte: era questa ambizione?

Eppure Bruto dice di essere ambizioso;

E, certo, è un uomo d'onore.

Non parlo per confutare ciò che Bruto ha detto,

Ma eccomi qui per dire ciò che so.

Voi tutti lo amavate una volta, non senza ragione:

Quale ragione vi trattiene allora dal piangere per lui?

O giudizio! Tu sei fuggito tra le bestie brutali,

E gli uomini hanno perso la ragione. Abbi pazienza con me;

Il mio cuore è nella bara lì con Cesare,

E devo fermarmi finché non torna da me.»
(William Shakespeare, Giulio Cesare (Atto 3, Scena 2, versi 73–108))

## Stile
Il discorso di Marco Antonio è in assoluto uno dei maggiori esempi dell'eccezionale maestria da parte di William Shakespeare di giocare con le parole, con i diversi stili e registri vocali, tanto da essere capace di passare da un puro sarcasmo divertente ma pungente caratteristico delle commedie, al tono affranto e melodrammatico tipico della tragedia. Inoltre, nel suo discorso Marco Antonio si serve di astuti espedienti retorici per riuscire a ingraziarsi e persuadere il pubblico.

## Nella cultura di massa
Bob Dylan nel suo brano Pay in Blood incluso nell'album del 2012 Tempest include il verso iniziale del passo "I came to bury, not to praise".
Nel diciottesimo episodio della terza stagione della serie americana West Wing - Tutti gli uomini del presidente, il portavoce della Casa Bianca elenca le ingiustizie perpetrate nei confronti delle donne dall'Arabia Saudita, alleata degli Stati Uniti, e prosegue ironicamente dicendo "Ma l'America è una nazione d'onore".
"Friends, Romans, Countrymen" è anche il titolo del primo episodio della seconda stagione della serie statunitense Yellowjackets (2021).

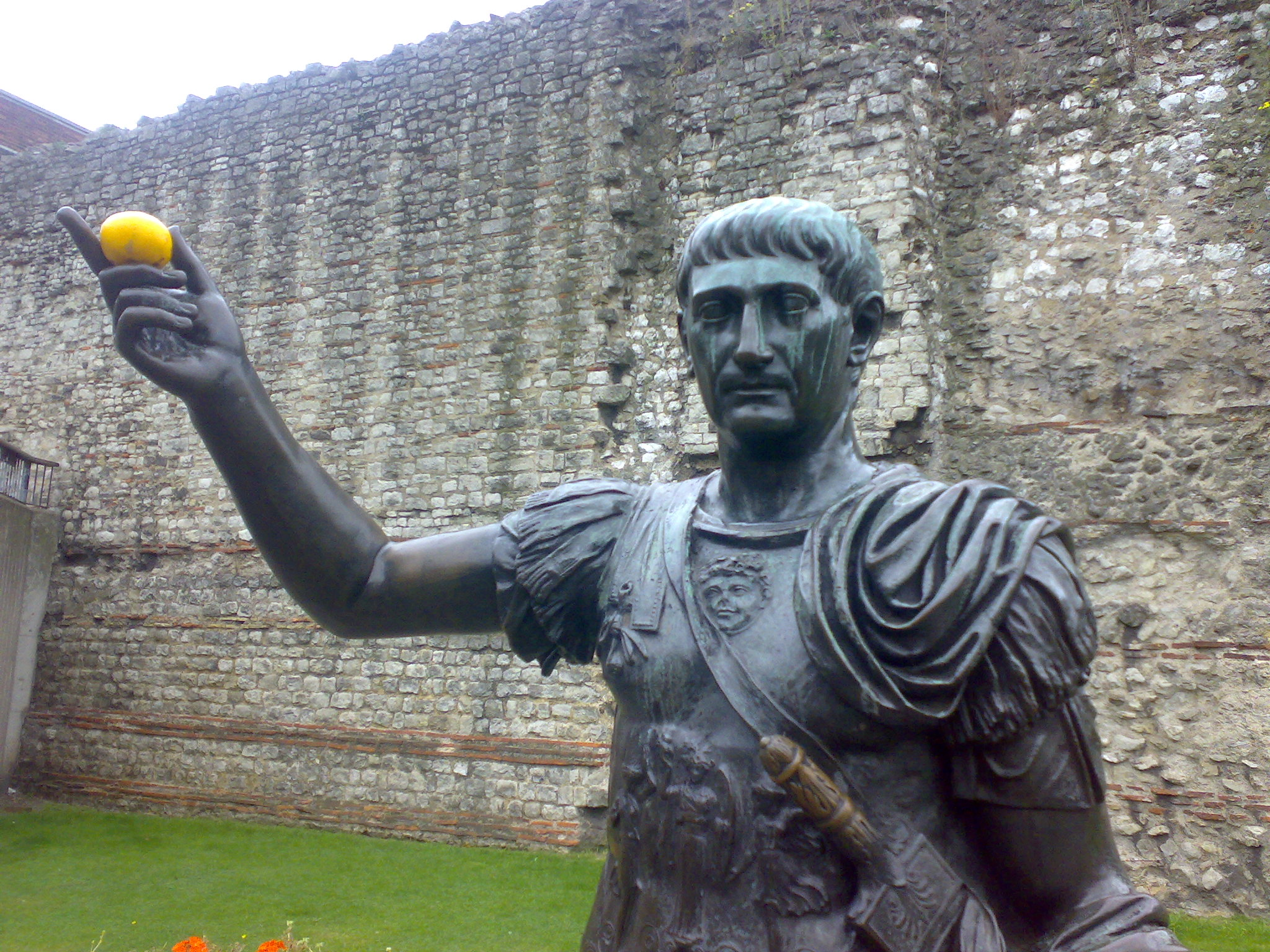
Friends, Romans, Fruitsellers, statua satirica d'arte contemporanea di Marco Antonio con un'arancia nella stazione metropolitana di Tower Hill, a Londra

### Parodie
Numerose parodie sono state realizzate del discorso di Marco Antonio.
Prima fra tutte, il discorso che in un momento della celeberrima serie di fumetti Asterix, firmata René Goscinny e Albert Uderzo, pronuncia spesso il comandante Vitalstatistix per esortare il suo simpatico esercito: "Amici, Galli, compatrioti!..." per poi essere sempre interrotto dagli ascoltatori annoiati a morte.
L'incipit del discorso è ripreso anche nel film di Ernesto P. Worrell Ernesto e una spaventosa eredità, in cui il protagonista recita la battura modificata "Amici, Romani, Botswani, prestatemi i vostri alberi!".
Il discorso è parodiato anche in Ace Ventura - Missione Africa (1995), quando Ace Ventura (Jim Carrey) per radunare i suoi animali, urla "Amici! Roditori! Quadrupedi! Prestatemi i vostri posteriori!".
Anche nella commedia d'animazione Sausage Party - Vita segreta di una salsiccia, quando la salsiccia Frank (doppiata da Seth Rogen) cerca di convincere tutti gli altri che gli umani sono malvagi, inizia dicendo: "Amici, Ramen, Country Club Lemonade, prestatemi le vostre pannocchie di mais!".